# Copa Julio Roca 1922
Copa Julio Roca 1922 - mecz towarzyski o puchar Julio Roca po raz drugi odbył się w 1922 roku. W spotkaniu uczestniczyły zespoły: Argentyny i Brazylii.

## Mecze
| 22 października São Paulo |  | Brazylia | 2 | - | 1 | Argentyna |

Triumfatorem turnieju Copa Julio Roca 1922 został zespół Brazylii.